# Ludvík Belcredi
Ludvík Belcredi (* 25. června 1954 Brno) je český archeolog, příslušník někdejšího českého šlechtického rodu Belcredi. Je už ze sedmé generace původně italského rodu, která žije na Moravě.

## Mládí
Ludvík Belcredi se narodil 25. června 1954 v Brně jako druhý potomek Ludvíka Huga Belcrediho (1921–1981) a jeho manželky Miloslavy, roz. Králové (1929–2020). Má staršího bratra Karla (* 1950), který studoval lékařství. Prarodiče z otcovy strany emigrovali v roce 1948, viděl je jen jednou v životě v roce 1968 ve Francii. Vyrůstal v prostředí brněnského předměstí Líšně.

## Odborné vzdělání a zaměstnání
Po absolutoriu gymnázia nebyl pro svůj původ přijat na vysokou školu a pracoval jako konzervátor v laboratoři oddělení historické archeologie Moravského muzea. Po několika letech praxe v oboru pod vedením Vladimíra Nekudy byl přijat ke studiu archeologie:
- 1976–1981 studia archeologie a historie na Filosofické fakultě University Jana Evangelisty Purkyně v Brně (dnes Masarykova univerzita)
- 1981 PhDr.
- 1981–1990 archeolog v Okresním muzeu Brno-venkov, Ivančice-Tišnov
- 1990–2013 vedoucí Archeologického ústavu Moravského zemského muzea v Brně

Specializuje se na středověkou archeologii, zvláště výzkum zaniklých středověkých vsí.

## Veřejný život
Po roce 1989 se významně angažoval v komunální politice, když byl v rodné Líšni členem místního zastupitelstva a místostarostou. Je dlouholetým členem Rotary clubu. Od října roku 2013 je velkopřevorem českého velkobailiviku Vojenského a špitálního řádu svatého Lazara Jeruzalémského (maltsko-pařížská obedience) v České republice.

## Publikace
- Archeologické lokality a nálezy na okr. Brno-venkov (společně s Milošem Čižmářem, Pavlem Koštuříkem, Martinem Olivou a Milanem Salašem). Brno 1989.
- Bystřec. O založení, životě a zániku středověké vsi. Brno 2006. ISBN 80-7275-063-1
- Hrad Skály aneb o prstenu paní Elišky. Brno 2010.
- 1000 let rodu Belcredi. Brno 2010. ISBN 978-80-254-7089-3
- řada článků zejména k problematice zaniklých středověkých vsí

## Výzkumy
- zaniklá středověká ves Bystřec u Jedovnic
- zaniklá středověká ves Chroustov u Litostrova (1983–1985)
- kaple sv. Kateřiny a další místa v areálu kláštera Porta Coeli v Předklášteří (okres Brno-venkov) u Tišnova
- komenda řádu Německých rytířů ve Slavkově u Brna
- Skály u Jimramova – zřícenina hradu Štarkov

## Rodina
Ludvík Belcredi se oženil 27. června 1981 v Novém Městě nad Metují s Jiřinou Dobešovou (* 28. květen 1957 Náchod), dcerou Jaroslava a Jiřiny Dobešových, vzděláním archivářkou. Seznámili se na Filozofické fakultě. V 90. letech 20. století byla ekonomickou ředitelkou firmy, která se zabývala montáží velkokapacitních chladicích zařízení. V roce 2010 se rozvedli. Mají spolu dvě dcery:
- 1. Kristiana (* 16. listopad 1981 Brno), operní režisérka, má dvě dcery Celestinu, Theodoru a syna Ludvíka
- 2. Denisa (* 7. červenec 1985 Brno), má syny Sebastiena a Jindřicha Eduarda

V Brně-Líšni se podruhé oženil 4. května 2019 s Irenou Sehnalovou, roz. Sedlákovou (* 15. 2. 1973 Brno), dcerou Miloslava a Jany Sedlákových.